# Hatzegopteryx
Hatzegopteryx thambema is een pterosauriër, behorend tot de groep van de Pterodactyloidea, die tijdens het late Krijt leefde in het gebied van het huidige Roemenië.

## Vondst en naamgeving
De soort is in 2002 benoemd door Eric Buffetaut, Dan Grigorescu en Zoltan Csiki. De geslachtsnaam is afgeleid van het Haţeg- bassin van Transsylvanië en het Klassiek Griekse pteryx, "vleugel". De soortaanduiding betekent "monster" in het Grieks, een verwijzing naar de monsterlijke grootte.

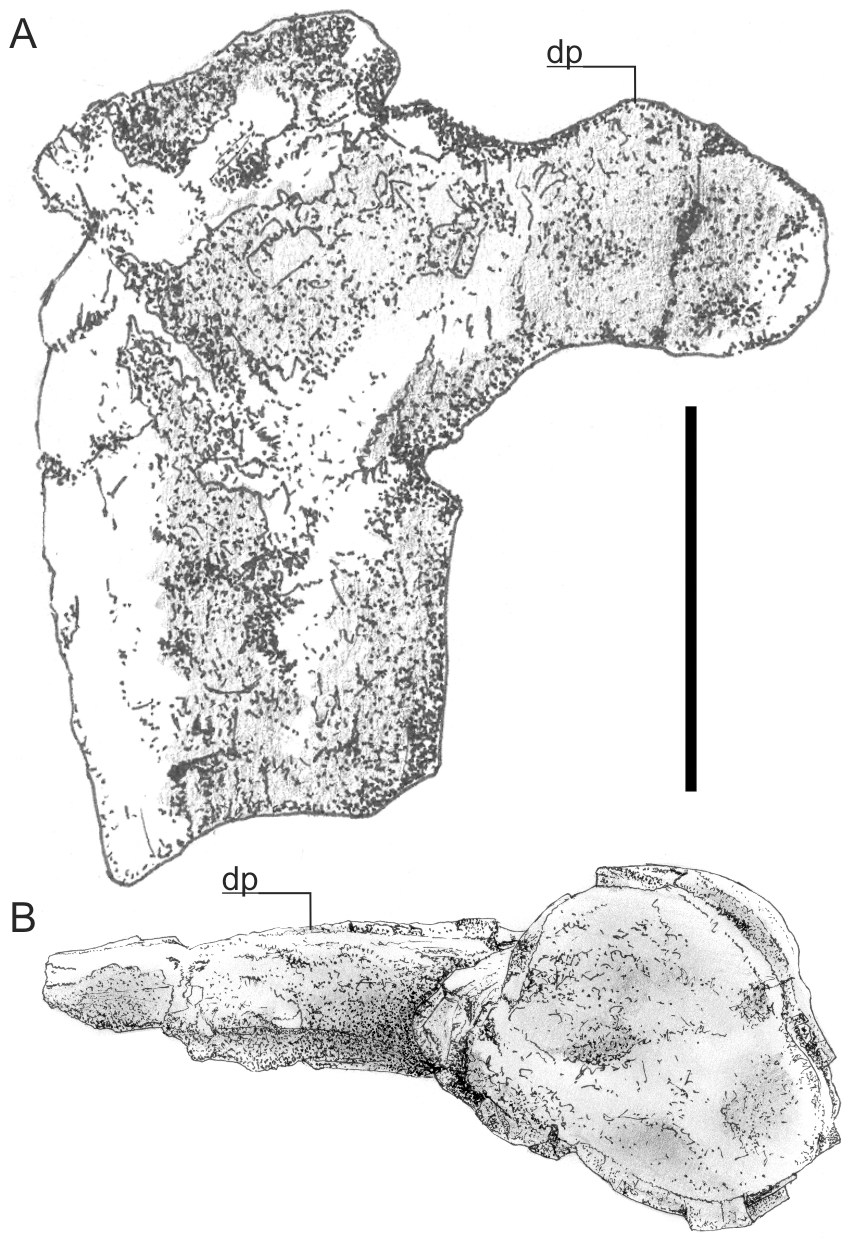
Het stuk opperarmbeen

Het holotype, FGGUB R 1083 is bij Vălioara gevonden in een laag van de chocoladekleurige siltsteen van de continentale Densuș-Ciulaformatie uit het Maastrichtien. Het bestaat uit het achterdeel van een schedel inclusief achterste deel van een verhemeltebeen en het bovenstuk van een linkeropperarmbeen. Het holotype werd door Weishampel et al. eerst als de resten van een theropode beschouwd. Verder is er op de locatie van de dinosauriërnestplaats bij Tuştea (Oltoane Hill) nog een tweede specimen gevonden dat er mogelijk mee in verband staat, FGGUB R1625, het 385 millimeter lange middenstuk van een dijbeen (gereconstrueerde lengte ongeveer veertig centimeter). Het behoort waarschijnlijk tot een ander groot individu, maar met een kleinere vleugelspanwijdte van vijf tot zes meter. In 2011 werd het resultaat gemeld van voortgaande opgravingen na 2003: de voorkant van een stel onderkaken; een buitenste kootje van de vleugelvinger; een halve schoudergordel; stukken halswervel; een schouderblad en nog een stuk opperarmbeen. Deze fragmenten zijn gevonden in verschillende locaties en vertegenwoordigen individuen die kleiner zijn dan het holotype. Omdat ze grotendeels niet met bekende elementen van het typespecimen overlappen, kan een identiteit met Hatzegopteryx eigenlijk niet bewezen worden, temeer daar er in 2013 een tweede, kleinere, azhdarchide soort uit Roemenië is benoemd: Eurazhdarcho. Recentelijk werd een fragmentarisch specimen dat ook bij Vălioara gevonden werd en dat voorlopig aan Hatzegopteryx(?) toegewezen werd teruggevonden in de paleontologische verzamelingen van de Universiteit van Boekarest. Het werd geïdentificeerd door Vremir et al. als een fragmentarisch voorste deel van een kaaksymfyse dat van een zeer groot dier afkomstig is.

## Beschrijving

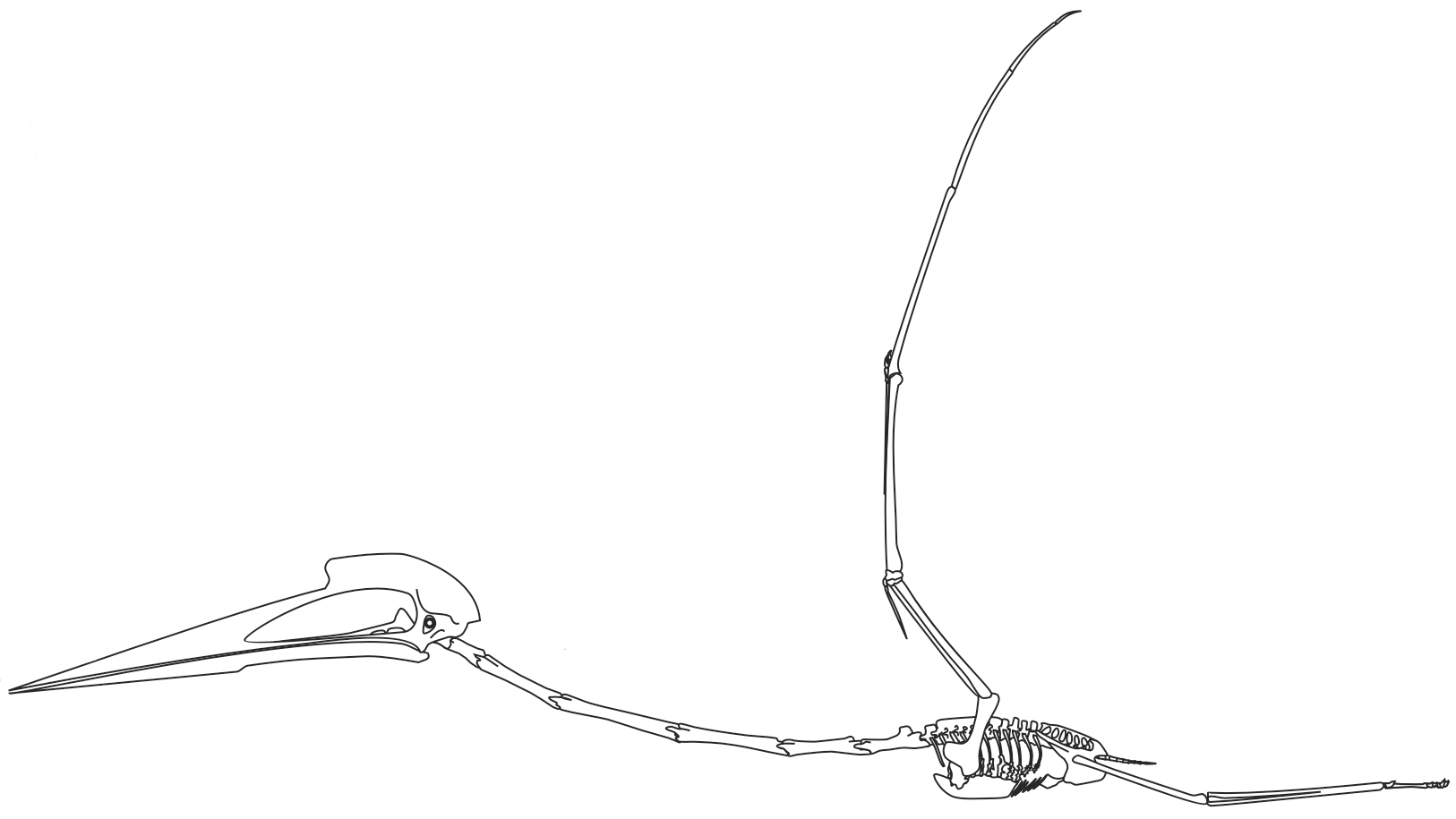
Een reconstructie van het skelet, nog met lange nek

### Grootte
De resten behoren duidelijk toe aan een zeer groot dier en de beschrijvers hebben een gooi gedaan naar de titel van "grootste pterosauriër". Allereerst wezen ze erop dat het fragment van het opperarmbeen 236 millimeter lang is, terwijl het overeenkomende complete bot van de recordhouder Quetzalcoatlus bij het grootste specimen, TMM 41450-3, 544 millimeter lengte heeft. Aangezien het fragment van Hatzegopteryx vermoedelijk niet eens de helft van het originele bot betreft, zou het dus kunnen dat dit oorspronkelijk groter was, iets waarop ook de bredere basis van de deltopectorale kam leek te wijzen. De beschrijvers vonden een schatting van elf à twaalf meter vleugelspanwijdte bij Quetzalcoatlus "conservatief" omdat eerdere schattingen wel van 15,5 meter spraken. Zij concludeerden dus dat een schatting van minstens twaalf meter voor de vlucht van Hatzegopteryx dus ook conservatief genoemd kan worden, "mits zijn opperarmbeen inderdaad iets groter was dan dat van Q. northropi". Verder was de achterkant van de schedel van Hatzegopteryx met vijftig centimeter wel tweemaal zo breed als die van Quetzalcoatlus. Hoewel ze op dit punt niet extrapoleerden naar een "conservatieve schatting" van ruim 24 meter vleugelspanwijdte — maar zich beperkten tot de redelijker interpretatie dat Hatzegopteryx een relatief brede kop had — maakten ze wel een vergelijking met andere pterosauriërs die, hoewel niet nauw verwant, wel de combinatie van een bredere achterkant met spitse snuit hadden: Nyctosaurus en Anhanguera. Zo kwamen ze tot een geschatte schedellengte van tegen de drie meter, "een van de langste schedels in enige niet-mariene gewervelde". Dat Hatzegopteryx een lange snuit had werd afgeleid uit zijn verwantschap met Quetzalcoatlus. In 2003 temperden de auteurs hun schattingen in een nieuwe beschrijving iets tot "tegen de twaalf meter" vleugelspanwijdte en "minstens 2,5 meter" schedellengte. De laatste jaren wordt meestal aangenomen dat Quetzalcoatlus een vlucht had van 10 à 10,5 meter; Hatzegopteryx zal daar dan iets onder of boven gelegen hebben. Mark Paul Witon stelde in 2010 dat het feit dat de kam op het opperarmbeen negen in plaats van als bij Quetzalcoatlus acht centimeter breed mat, het gevolg kan zijn van een samendrukking en vervorming van het fossiel en dat er dus geen reden is aan te nemen dat Hatzegopteryx groter was. Specimen FGGUB R1625 is van een kleiner exemplaar van vijf à zes meter vleugelspanwijdte.

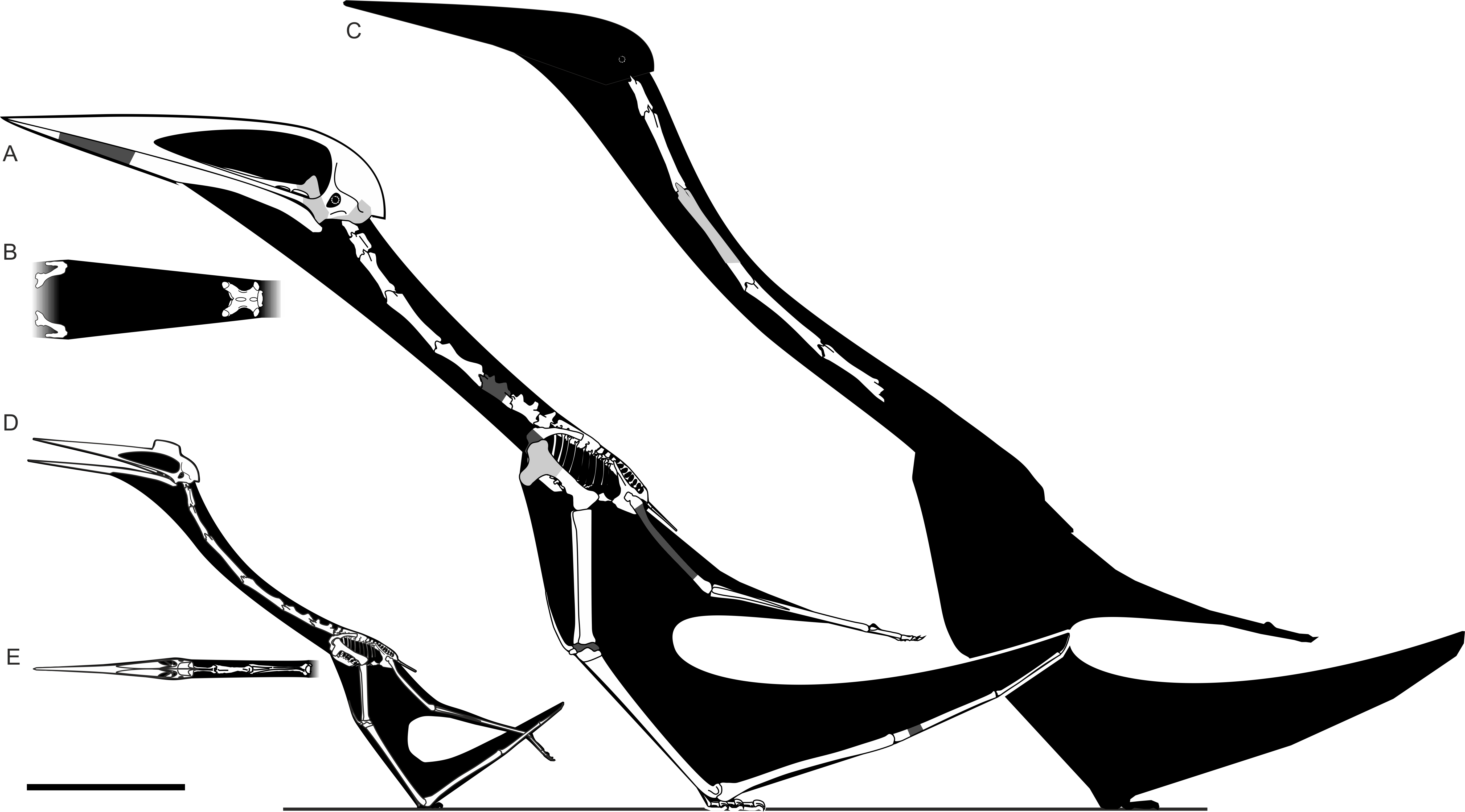
Hatzegopteryx (A, midden) vergeleken met andere azhdarchiden

De nieuwe vondsten omvatten zeer brede halswervels. Het is door Vremir in 2010 gesuggereerd dat dit erop zou wijzen dat het hele lichaam zeer zwaar is. Dat zou het voor Hatzegopteryx vrijwel onmogelijk hebben gemaakt te vliegen. Witton stelde echter in 2017 dat bij pterosauriërs de ruggenwervels minder robuust zijn dan de halswervels. Hij bevestigde eerdere schattingen van een spanwijdte van tien à twaalf meter en nam een gewicht aan van tussen de tweehonderd en tweehonderdenvijftig kilogram. In 2018 stelde Vremir dat de azhdarchiden verdeeld waren in twee morfotypen: die met een lange kop en nek en die met een kortere nek en brede schedel. Hatzegopteryx zou in die laatste categorie gevallen zijn, wat zou wijzen op een schedellengte van slechts 160 centimeter.

### Skelet
Hoewel de fossielen van Hatzegopteryx fragmentarisch zijn, brachten deze voorheen onbekende kenmerken van de schedelstructuur van zeer grote azhdarchiden aan het licht. Het uit robuuste benige spijlen bestaande palatum en het massieve achterhoofd staan in schril contrast met het gangbare beeld dat we hebben van de licht gebouwde pterosauriërschedel. De onvervormde schedelbeenderen van Hatzegopteryx laten toe de interne structuur te bestuderen, wat bij vele andere grote soorten pterosauriërs onmogelijk is doordat de schedelbeenderen verpletterd zijn. De schedel van Hatzegopteryx was zeer robuust gebouwd. Alle beenderen, indien gepneumatiseerd, vertonen geen volledige uitholling maar een opvullen, binnen één millimeter dikke buitenste beenwanden, met een sponsachtige structuur voor extra sterkte, met tot een centimeter grote "luchtbellen". De beschrijvers verwierpen hierom de mogelijkheid dat Hatzegopteryx een soort "looppterosauriër" zou zijn, die te groot was om op te stijgen. De unieke inwendige structuur van de beenderen kan een antwoord zijn op de "aeronautische" beperkingen die aan zeer grote vliegende dieren opgedrongen worden.
Het kaakgewricht toonde een kenmerk dat ook van Pteranodon bekend is: bij het openen drukt het de onderkaken naar buiten zodat de keelopening vergroot wordt.

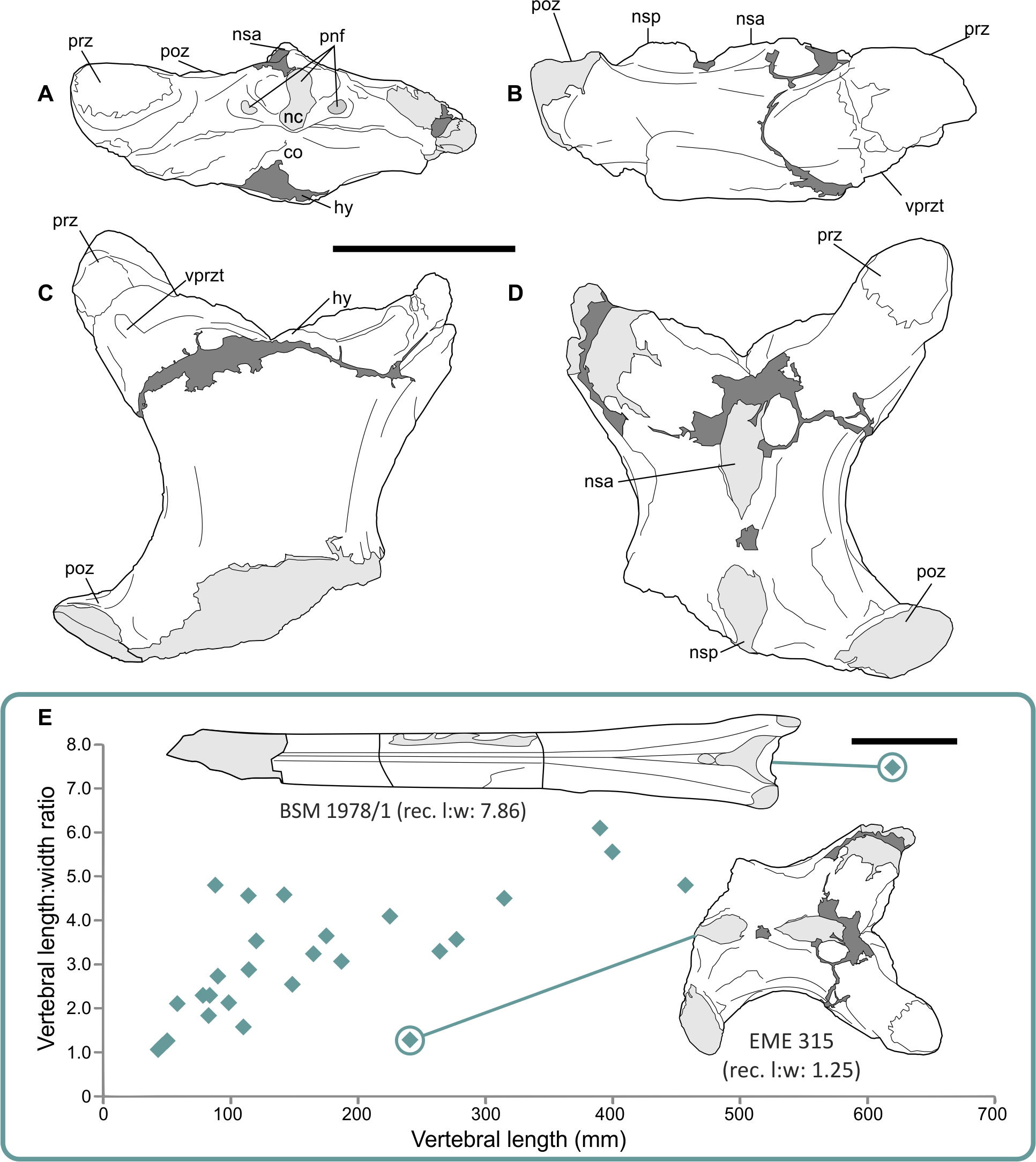
EME 315

In 2017 werd een fragmentarische halswervel, specimen EME 315, die eerst als een derde wervel geïnterpreteerd was, door Darren Naish en Witton gezien als een zevende wervel. De wervel is ongeveer vierentwintig centimeter lang en breed en zou erop duiden dat Hatzegopteryx een relatief korte, zeer brede en zeer zwaar gespierde nek had. De nek zou 50 tot 60% van de lengte hebben gehad van die van een typische azhdarchide van dezelfde vleugelspanwijdte. De botwanden van de wervel zijn vier tot zes millimeter dik, wat zeer robuust is voor een pterosauriër.

## Fylogenie

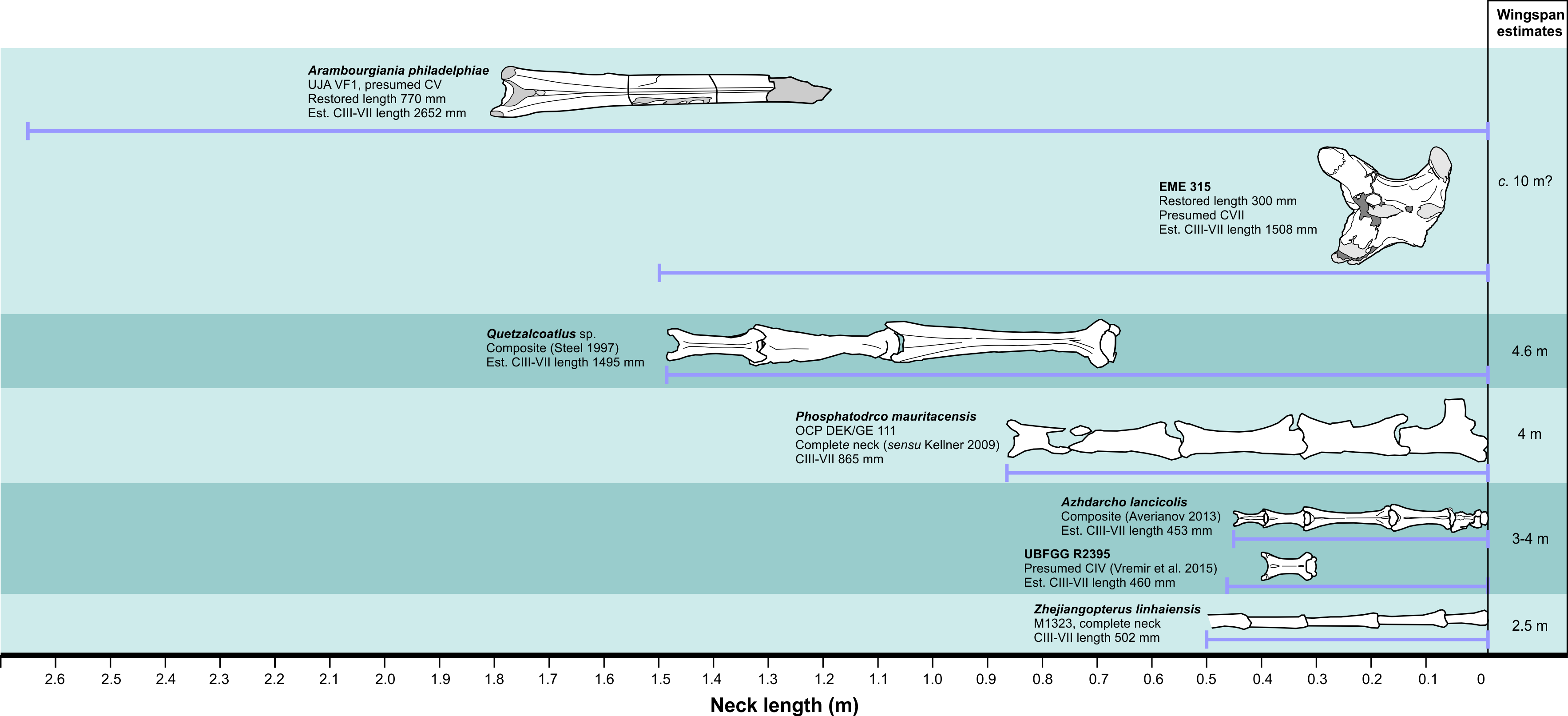
De nek vergeleken met die van andere azhdarchiden

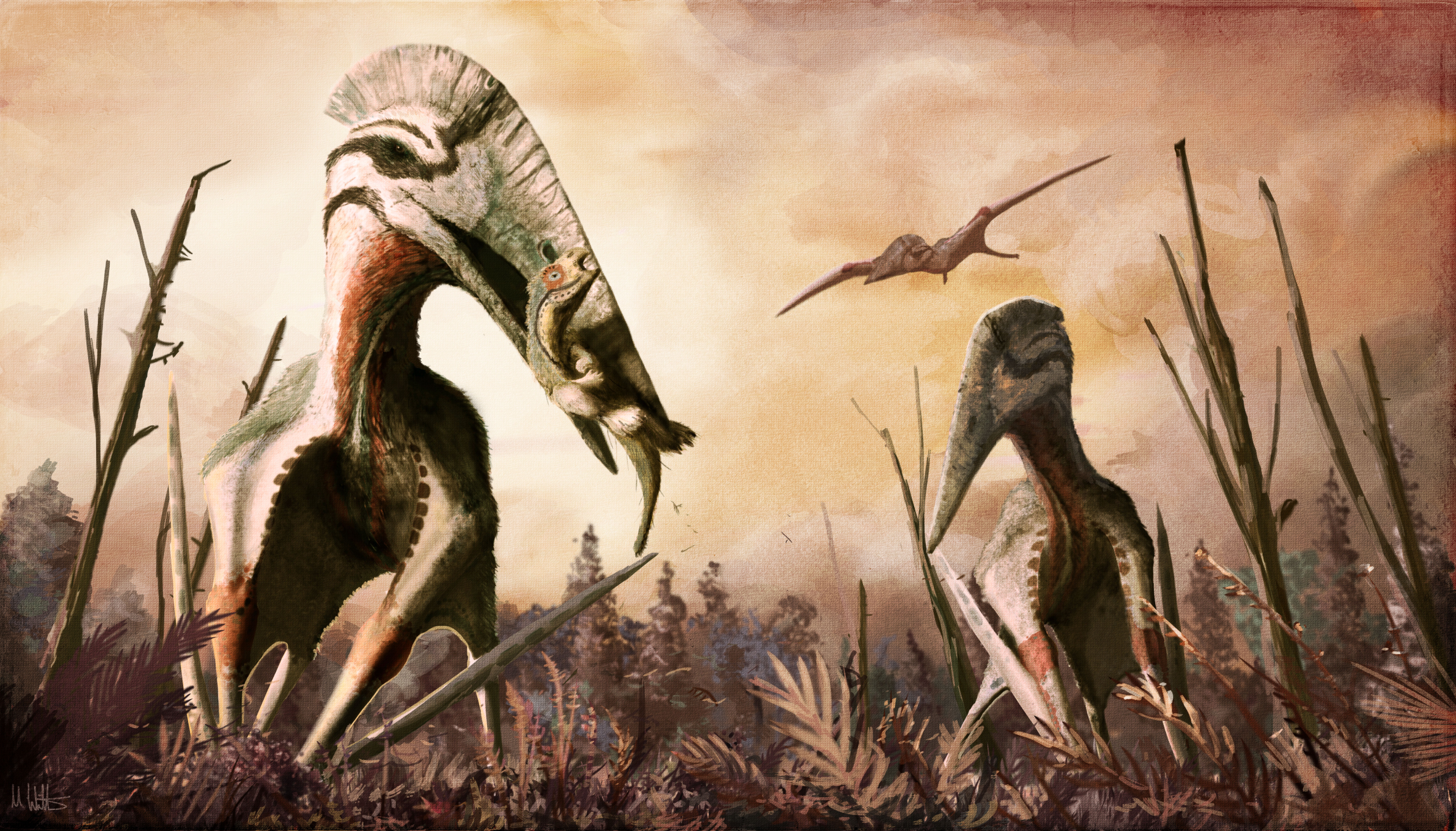
Hatzegopteryx slokt Zalmoxes naar binnen

Hatzegopteryx is geplaatst in de Azhdarchidae.
Een analyse uit 2023 toont het volgende kladogram.
|  | Eurazhdarcho langendorfensis |
|  | |
|  | \| \| Phosphatodraco mauritanicus \| \| \| \| \| \| Wellnhopterus brevirostris \| \| \| \| \| \| Aralazhdarcho bostobensis \| \| \| \| |
|  | |
|  | Phosphatodraco mauritanicus |
|  | |
|  | Wellnhopterus brevirostris |
|  | |
|  | Aralazhdarcho bostobensis |
|  | |

|  | Phosphatodraco mauritanicus |
|  |                             |
|  | Wellnhopterus brevirostris  |
|  |                             |
|  | Aralazhdarcho bostobensis   |
|  |                             |

|  | Hatzegopteryx thambema |
|  |                        |
|  | Albadraco tharmisensis |
|  |                        |

|  | Quetzalcoatlus northropi        |
|  |                                 |
|  | Quetzalcoatlus lawsoni          |
|  |                                 |
|  | Quetzalcoatlus sp. (FSAC-OB 14) |
|  |                                 |

|  | Mistralazhdarcho maggii      |
|  |                              |
|  | Aerotitan sudamericanus      |
|  |                              |
|  | Arambourgiania philadelphiae |
|  |                              |

|  | Quetzalcoatlus northropi        |
|  |                                 |
|  | Quetzalcoatlus lawsoni          |
|  |                                 |
|  | Quetzalcoatlus sp. (FSAC-OB 14) |
|  |                                 |

|  | Mistralazhdarcho maggii      |
|  |                              |
|  | Aerotitan sudamericanus      |
|  |                              |
|  | Arambourgiania philadelphiae |
|  |                              |

|  | Hatzegopteryx thambema |
|  |                        |
|  | Albadraco tharmisensis |
|  |                        |

|  | Quetzalcoatlus northropi        |
|  |                                 |
|  | Quetzalcoatlus lawsoni          |
|  |                                 |
|  | Quetzalcoatlus sp. (FSAC-OB 14) |
|  |                                 |

|  | Mistralazhdarcho maggii      |
|  |                              |
|  | Aerotitan sudamericanus      |
|  |                              |
|  | Arambourgiania philadelphiae |
|  |                              |

|  | Quetzalcoatlus northropi        |
|  |                                 |
|  | Quetzalcoatlus lawsoni          |
|  |                                 |
|  | Quetzalcoatlus sp. (FSAC-OB 14) |
|  |                                 |

|  | Mistralazhdarcho maggii      |
|  |                              |
|  | Aerotitan sudamericanus      |
|  |                              |
|  | Arambourgiania philadelphiae |
|  |                              |

|  | Hatzegopteryx thambema |
|  |                        |
|  | Albadraco tharmisensis |
|  |                        |

|  | Quetzalcoatlus northropi        |
|  |                                 |
|  | Quetzalcoatlus lawsoni          |
|  |                                 |
|  | Quetzalcoatlus sp. (FSAC-OB 14) |
|  |                                 |

|  | Mistralazhdarcho maggii      |
|  |                              |
|  | Aerotitan sudamericanus      |
|  |                              |
|  | Arambourgiania philadelphiae |
|  |                              |

|  | Quetzalcoatlus northropi        |
|  |                                 |
|  | Quetzalcoatlus lawsoni          |
|  |                                 |
|  | Quetzalcoatlus sp. (FSAC-OB 14) |
|  |                                 |

|  | Mistralazhdarcho maggii      |
|  |                              |
|  | Aerotitan sudamericanus      |
|  |                              |
|  | Arambourgiania philadelphiae |
|  |                              |

|  | Hatzegopteryx thambema |
|  |                        |
|  | Albadraco tharmisensis |
|  |                        |

|  | Quetzalcoatlus northropi        |
|  |                                 |
|  | Quetzalcoatlus lawsoni          |
|  |                                 |
|  | Quetzalcoatlus sp. (FSAC-OB 14) |
|  |                                 |

|  | Mistralazhdarcho maggii      |
|  |                              |
|  | Aerotitan sudamericanus      |
|  |                              |
|  | Arambourgiania philadelphiae |
|  |                              |

|  | Quetzalcoatlus northropi        |
|  |                                 |
|  | Quetzalcoatlus lawsoni          |
|  |                                 |
|  | Quetzalcoatlus sp. (FSAC-OB 14) |
|  |                                 |

|  | Mistralazhdarcho maggii      |
|  |                              |
|  | Aerotitan sudamericanus      |
|  |                              |
|  | Arambourgiania philadelphiae |
|  |                              |

|  | Hatzegopteryx thambema |
|  |                        |
|  | Albadraco tharmisensis |
|  |                        |

|  | Quetzalcoatlus northropi        |
|  |                                 |
|  | Quetzalcoatlus lawsoni          |
|  |                                 |
|  | Quetzalcoatlus sp. (FSAC-OB 14) |
|  |                                 |

|  | Mistralazhdarcho maggii      |
|  |                              |
|  | Aerotitan sudamericanus      |
|  |                              |
|  | Arambourgiania philadelphiae |
|  |                              |

|  | Quetzalcoatlus northropi        |
|  |                                 |
|  | Quetzalcoatlus lawsoni          |
|  |                                 |
|  | Quetzalcoatlus sp. (FSAC-OB 14) |
|  |                                 |

|  | Mistralazhdarcho maggii      |
|  |                              |
|  | Aerotitan sudamericanus      |
|  |                              |
|  | Arambourgiania philadelphiae |
|  |                              |

|  | Hatzegopteryx thambema |
|  |                        |
|  | Albadraco tharmisensis |
|  |                        |

|  | Quetzalcoatlus northropi        |
|  |                                 |
|  | Quetzalcoatlus lawsoni          |
|  |                                 |
|  | Quetzalcoatlus sp. (FSAC-OB 14) |
|  |                                 |

|  | Mistralazhdarcho maggii      |
|  |                              |
|  | Aerotitan sudamericanus      |
|  |                              |
|  | Arambourgiania philadelphiae |
|  |                              |

|  | Quetzalcoatlus northropi        |
|  |                                 |
|  | Quetzalcoatlus lawsoni          |
|  |                                 |
|  | Quetzalcoatlus sp. (FSAC-OB 14) |
|  |                                 |

|  | Mistralazhdarcho maggii      |
|  |                              |
|  | Aerotitan sudamericanus      |
|  |                              |
|  | Arambourgiania philadelphiae |
|  |                              |

|  | Hatzegopteryx thambema |
|  |                        |
|  | Albadraco tharmisensis |
|  |                        |

|  | Quetzalcoatlus northropi        |
|  |                                 |
|  | Quetzalcoatlus lawsoni          |
|  |                                 |
|  | Quetzalcoatlus sp. (FSAC-OB 14) |
|  |                                 |

|  | Mistralazhdarcho maggii      |
|  |                              |
|  | Aerotitan sudamericanus      |
|  |                              |
|  | Arambourgiania philadelphiae |
|  |                              |

|  | Quetzalcoatlus northropi        |
|  |                                 |
|  | Quetzalcoatlus lawsoni          |
|  |                                 |
|  | Quetzalcoatlus sp. (FSAC-OB 14) |
|  |                                 |

|  | Mistralazhdarcho maggii      |
|  |                              |
|  | Aerotitan sudamericanus      |
|  |                              |
|  | Arambourgiania philadelphiae |
|  |                              |

|  | Hatzegopteryx thambema |
|  |                        |
|  | Albadraco tharmisensis |
|  |                        |

|  | Quetzalcoatlus northropi        |
|  |                                 |
|  | Quetzalcoatlus lawsoni          |
|  |                                 |
|  | Quetzalcoatlus sp. (FSAC-OB 14) |
|  |                                 |

|  | Mistralazhdarcho maggii      |
|  |                              |
|  | Aerotitan sudamericanus      |
|  |                              |
|  | Arambourgiania philadelphiae |
|  |                              |

|  | Quetzalcoatlus northropi        |
|  |                                 |
|  | Quetzalcoatlus lawsoni          |
|  |                                 |
|  | Quetzalcoatlus sp. (FSAC-OB 14) |
|  |                                 |

|  | Mistralazhdarcho maggii      |
|  |                              |
|  | Aerotitan sudamericanus      |
|  |                              |
|  | Arambourgiania philadelphiae |
|  |                              |

|  | Hatzegopteryx thambema |
|  |                        |
|  | Albadraco tharmisensis |
|  |                        |

|  | Quetzalcoatlus northropi        |
|  |                                 |
|  | Quetzalcoatlus lawsoni          |
|  |                                 |
|  | Quetzalcoatlus sp. (FSAC-OB 14) |
|  |                                 |

|  | Mistralazhdarcho maggii      |
|  |                              |
|  | Aerotitan sudamericanus      |
|  |                              |
|  | Arambourgiania philadelphiae |
|  |                              |

|  | Quetzalcoatlus northropi        |
|  |                                 |
|  | Quetzalcoatlus lawsoni          |
|  |                                 |
|  | Quetzalcoatlus sp. (FSAC-OB 14) |
|  |                                 |

|  | Mistralazhdarcho maggii      |
|  |                              |
|  | Aerotitan sudamericanus      |
|  |                              |
|  | Arambourgiania philadelphiae |
|  |                              |

|  | Hatzegopteryx thambema |
|  |                        |
|  | Albadraco tharmisensis |
|  |                        |

|  | Quetzalcoatlus northropi        |
|  |                                 |
|  | Quetzalcoatlus lawsoni          |
|  |                                 |
|  | Quetzalcoatlus sp. (FSAC-OB 14) |
|  |                                 |

|  | Mistralazhdarcho maggii      |
|  |                              |
|  | Aerotitan sudamericanus      |
|  |                              |
|  | Arambourgiania philadelphiae |
|  |                              |

|  | Quetzalcoatlus northropi        |
|  |                                 |
|  | Quetzalcoatlus lawsoni          |
|  |                                 |
|  | Quetzalcoatlus sp. (FSAC-OB 14) |
|  |                                 |

|  | Mistralazhdarcho maggii      |
|  |                              |
|  | Aerotitan sudamericanus      |
|  |                              |
|  | Arambourgiania philadelphiae |
|  |                              |

|  | Hatzegopteryx thambema |
|  |                        |
|  | Albadraco tharmisensis |
|  |                        |

|  | Quetzalcoatlus northropi        |
|  |                                 |
|  | Quetzalcoatlus lawsoni          |
|  |                                 |
|  | Quetzalcoatlus sp. (FSAC-OB 14) |
|  |                                 |

|  | Mistralazhdarcho maggii      |
|  |                              |
|  | Aerotitan sudamericanus      |
|  |                              |
|  | Arambourgiania philadelphiae |
|  |                              |

|  | Quetzalcoatlus northropi        |
|  |                                 |
|  | Quetzalcoatlus lawsoni          |
|  |                                 |
|  | Quetzalcoatlus sp. (FSAC-OB 14) |
|  |                                 |

|  | Mistralazhdarcho maggii      |
|  |                              |
|  | Aerotitan sudamericanus      |
|  |                              |
|  | Arambourgiania philadelphiae |
|  |                              |

|  | Hatzegopteryx thambema |
|  |                        |
|  | Albadraco tharmisensis |
|  |                        |

|  | Quetzalcoatlus northropi        |
|  |                                 |
|  | Quetzalcoatlus lawsoni          |
|  |                                 |
|  | Quetzalcoatlus sp. (FSAC-OB 14) |
|  |                                 |

|  | Mistralazhdarcho maggii      |
|  |                              |
|  | Aerotitan sudamericanus      |
|  |                              |
|  | Arambourgiania philadelphiae |
|  |                              |

|  | Quetzalcoatlus northropi        |
|  |                                 |
|  | Quetzalcoatlus lawsoni          |
|  |                                 |
|  | Quetzalcoatlus sp. (FSAC-OB 14) |
|  |                                 |

|  | Mistralazhdarcho maggii      |
|  |                              |
|  | Aerotitan sudamericanus      |
|  |                              |
|  | Arambourgiania philadelphiae |
|  |                              |

|  | Hatzegopteryx thambema |
|  |                        |
|  | Albadraco tharmisensis |
|  |                        |

|  | Quetzalcoatlus northropi        |
|  |                                 |
|  | Quetzalcoatlus lawsoni          |
|  |                                 |
|  | Quetzalcoatlus sp. (FSAC-OB 14) |
|  |                                 |

|  | Mistralazhdarcho maggii      |
|  |                              |
|  | Aerotitan sudamericanus      |
|  |                              |
|  | Arambourgiania philadelphiae |
|  |                              |

|  | Quetzalcoatlus northropi        |
|  |                                 |
|  | Quetzalcoatlus lawsoni          |
|  |                                 |
|  | Quetzalcoatlus sp. (FSAC-OB 14) |
|  |                                 |

|  | Mistralazhdarcho maggii      |
|  |                              |
|  | Aerotitan sudamericanus      |
|  |                              |
|  | Arambourgiania philadelphiae |
|  |                              |

|  | Hatzegopteryx thambema |
|  |                        |
|  | Albadraco tharmisensis |
|  |                        |

|  | Quetzalcoatlus northropi        |
|  |                                 |
|  | Quetzalcoatlus lawsoni          |
|  |                                 |
|  | Quetzalcoatlus sp. (FSAC-OB 14) |
|  |                                 |

|  | Mistralazhdarcho maggii      |
|  |                              |
|  | Aerotitan sudamericanus      |
|  |                              |
|  | Arambourgiania philadelphiae |
|  |                              |

|  | Quetzalcoatlus northropi        |
|  |                                 |
|  | Quetzalcoatlus lawsoni          |
|  |                                 |
|  | Quetzalcoatlus sp. (FSAC-OB 14) |
|  |                                 |

|  | Mistralazhdarcho maggii      |
|  |                              |
|  | Aerotitan sudamericanus      |
|  |                              |
|  | Arambourgiania philadelphiae |
|  |                              |

|  | Hatzegopteryx thambema |
|  |                        |
|  | Albadraco tharmisensis |
|  |                        |

|  | Quetzalcoatlus northropi        |
|  |                                 |
|  | Quetzalcoatlus lawsoni          |
|  |                                 |
|  | Quetzalcoatlus sp. (FSAC-OB 14) |
|  |                                 |

|  | Mistralazhdarcho maggii      |
|  |                              |
|  | Aerotitan sudamericanus      |
|  |                              |
|  | Arambourgiania philadelphiae |
|  |                              |

|  | Quetzalcoatlus northropi        |
|  |                                 |
|  | Quetzalcoatlus lawsoni          |
|  |                                 |
|  | Quetzalcoatlus sp. (FSAC-OB 14) |
|  |                                 |

|  | Mistralazhdarcho maggii      |
|  |                              |
|  | Aerotitan sudamericanus      |
|  |                              |
|  | Arambourgiania philadelphiae |
|  |                              |

|  | Hatzegopteryx thambema |
|  |                        |
|  | Albadraco tharmisensis |
|  |                        |

|  | Quetzalcoatlus northropi        |
|  |                                 |
|  | Quetzalcoatlus lawsoni          |
|  |                                 |
|  | Quetzalcoatlus sp. (FSAC-OB 14) |
|  |                                 |

|  | Mistralazhdarcho maggii      |
|  |                              |
|  | Aerotitan sudamericanus      |
|  |                              |
|  | Arambourgiania philadelphiae |
|  |                              |

|  | Quetzalcoatlus northropi        |
|  |                                 |
|  | Quetzalcoatlus lawsoni          |
|  |                                 |
|  | Quetzalcoatlus sp. (FSAC-OB 14) |
|  |                                 |

|  | Mistralazhdarcho maggii      |
|  |                              |
|  | Aerotitan sudamericanus      |
|  |                              |
|  | Arambourgiania philadelphiae |
|  |                              |

|  | Eurazhdarcho langendorfensis |
|  | |
|  | \| \| Phosphatodraco mauritanicus \| \| \| \| \| \| Wellnhopterus brevirostris \| \| \| \| \| \| Aralazhdarcho bostobensis \| \| \| \| |
|  | |
|  | Phosphatodraco mauritanicus |
|  | |
|  | Wellnhopterus brevirostris |
|  | |
|  | Aralazhdarcho bostobensis |
|  | |

|  | Phosphatodraco mauritanicus |
|  |                             |
|  | Wellnhopterus brevirostris  |
|  |                             |
|  | Aralazhdarcho bostobensis   |
|  |                             |

|  | Hatzegopteryx thambema |
|  |                        |
|  | Albadraco tharmisensis |
|  |                        |

|  | Quetzalcoatlus northropi        |
|  |                                 |
|  | Quetzalcoatlus lawsoni          |
|  |                                 |
|  | Quetzalcoatlus sp. (FSAC-OB 14) |
|  |                                 |

|  | Mistralazhdarcho maggii      |
|  |                              |
|  | Aerotitan sudamericanus      |
|  |                              |
|  | Arambourgiania philadelphiae |
|  |                              |

|  | Quetzalcoatlus northropi        |
|  |                                 |
|  | Quetzalcoatlus lawsoni          |
|  |                                 |
|  | Quetzalcoatlus sp. (FSAC-OB 14) |
|  |                                 |

|  | Mistralazhdarcho maggii      |
|  |                              |
|  | Aerotitan sudamericanus      |
|  |                              |
|  | Arambourgiania philadelphiae |
|  |                              |

|  | Hatzegopteryx thambema |
|  |                        |
|  | Albadraco tharmisensis |
|  |                        |

|  | Quetzalcoatlus northropi        |
|  |                                 |
|  | Quetzalcoatlus lawsoni          |
|  |                                 |
|  | Quetzalcoatlus sp. (FSAC-OB 14) |
|  |                                 |

|  | Mistralazhdarcho maggii      |
|  |                              |
|  | Aerotitan sudamericanus      |
|  |                              |
|  | Arambourgiania philadelphiae |
|  |                              |

|  | Quetzalcoatlus northropi        |
|  |                                 |
|  | Quetzalcoatlus lawsoni          |
|  |                                 |
|  | Quetzalcoatlus sp. (FSAC-OB 14) |
|  |                                 |

|  | Mistralazhdarcho maggii      |
|  |                              |
|  | Aerotitan sudamericanus      |
|  |                              |
|  | Arambourgiania philadelphiae |
|  |                              |

|  | Hatzegopteryx thambema |
|  |                        |
|  | Albadraco tharmisensis |
|  |                        |

|  | Quetzalcoatlus northropi        |
|  |                                 |
|  | Quetzalcoatlus lawsoni          |
|  |                                 |
|  | Quetzalcoatlus sp. (FSAC-OB 14) |
|  |                                 |

|  | Mistralazhdarcho maggii      |
|  |                              |
|  | Aerotitan sudamericanus      |
|  |                              |
|  | Arambourgiania philadelphiae |
|  |                              |

|  | Quetzalcoatlus northropi        |
|  |                                 |
|  | Quetzalcoatlus lawsoni          |
|  |                                 |
|  | Quetzalcoatlus sp. (FSAC-OB 14) |
|  |                                 |

|  | Mistralazhdarcho maggii      |
|  |                              |
|  | Aerotitan sudamericanus      |
|  |                              |
|  | Arambourgiania philadelphiae |
|  |                              |

|  | Hatzegopteryx thambema |
|  |                        |
|  | Albadraco tharmisensis |
|  |                        |

|  | Quetzalcoatlus northropi        |
|  |                                 |
|  | Quetzalcoatlus lawsoni          |
|  |                                 |
|  | Quetzalcoatlus sp. (FSAC-OB 14) |
|  |                                 |

|  | Mistralazhdarcho maggii      |
|  |                              |
|  | Aerotitan sudamericanus      |
|  |                              |
|  | Arambourgiania philadelphiae |
|  |                              |

|  | Quetzalcoatlus northropi        |
|  |                                 |
|  | Quetzalcoatlus lawsoni          |
|  |                                 |
|  | Quetzalcoatlus sp. (FSAC-OB 14) |
|  |                                 |

|  | Mistralazhdarcho maggii      |
|  |                              |
|  | Aerotitan sudamericanus      |
|  |                              |
|  | Arambourgiania philadelphiae |
|  |                              |

|  | Hatzegopteryx thambema |
|  |                        |
|  | Albadraco tharmisensis |
|  |                        |

|  | Quetzalcoatlus northropi        |
|  |                                 |
|  | Quetzalcoatlus lawsoni          |
|  |                                 |
|  | Quetzalcoatlus sp. (FSAC-OB 14) |
|  |                                 |

|  | Mistralazhdarcho maggii      |
|  |                              |
|  | Aerotitan sudamericanus      |
|  |                              |
|  | Arambourgiania philadelphiae |
|  |                              |

|  | Quetzalcoatlus northropi        |
|  |                                 |
|  | Quetzalcoatlus lawsoni          |
|  |                                 |
|  | Quetzalcoatlus sp. (FSAC-OB 14) |
|  |                                 |

|  | Mistralazhdarcho maggii      |
|  |                              |
|  | Aerotitan sudamericanus      |
|  |                              |
|  | Arambourgiania philadelphiae |
|  |                              |

|  | Hatzegopteryx thambema |
|  |                        |
|  | Albadraco tharmisensis |
|  |                        |

|  | Quetzalcoatlus northropi        |
|  |                                 |
|  | Quetzalcoatlus lawsoni          |
|  |                                 |
|  | Quetzalcoatlus sp. (FSAC-OB 14) |
|  |                                 |

|  | Mistralazhdarcho maggii      |
|  |                              |
|  | Aerotitan sudamericanus      |
|  |                              |
|  | Arambourgiania philadelphiae |
|  |                              |

|  | Quetzalcoatlus northropi        |
|  |                                 |
|  | Quetzalcoatlus lawsoni          |
|  |                                 |
|  | Quetzalcoatlus sp. (FSAC-OB 14) |
|  |                                 |

|  | Mistralazhdarcho maggii      |
|  |                              |
|  | Aerotitan sudamericanus      |
|  |                              |
|  | Arambourgiania philadelphiae |
|  |                              |

|  | Hatzegopteryx thambema |
|  |                        |
|  | Albadraco tharmisensis |
|  |                        |

|  | Quetzalcoatlus northropi        |
|  |                                 |
|  | Quetzalcoatlus lawsoni          |
|  |                                 |
|  | Quetzalcoatlus sp. (FSAC-OB 14) |
|  |                                 |

|  | Mistralazhdarcho maggii      |
|  |                              |
|  | Aerotitan sudamericanus      |
|  |                              |
|  | Arambourgiania philadelphiae |
|  |                              |

|  | Quetzalcoatlus northropi        |
|  |                                 |
|  | Quetzalcoatlus lawsoni          |
|  |                                 |
|  | Quetzalcoatlus sp. (FSAC-OB 14) |
|  |                                 |

|  | Mistralazhdarcho maggii      |
|  |                              |
|  | Aerotitan sudamericanus      |
|  |                              |
|  | Arambourgiania philadelphiae |
|  |                              |

|  | Hatzegopteryx thambema |
|  |                        |
|  | Albadraco tharmisensis |
|  |                        |

|  | Quetzalcoatlus northropi        |
|  |                                 |
|  | Quetzalcoatlus lawsoni          |
|  |                                 |
|  | Quetzalcoatlus sp. (FSAC-OB 14) |
|  |                                 |

|  | Mistralazhdarcho maggii      |
|  |                              |
|  | Aerotitan sudamericanus      |
|  |                              |
|  | Arambourgiania philadelphiae |
|  |                              |

|  | Quetzalcoatlus northropi        |
|  |                                 |
|  | Quetzalcoatlus lawsoni          |
|  |                                 |
|  | Quetzalcoatlus sp. (FSAC-OB 14) |
|  |                                 |

|  | Mistralazhdarcho maggii      |
|  |                              |
|  | Aerotitan sudamericanus      |
|  |                              |
|  | Arambourgiania philadelphiae |
|  |                              |

|  | Hatzegopteryx thambema |
|  |                        |
|  | Albadraco tharmisensis |
|  |                        |

|  | Quetzalcoatlus northropi        |
|  |                                 |
|  | Quetzalcoatlus lawsoni          |
|  |                                 |
|  | Quetzalcoatlus sp. (FSAC-OB 14) |
|  |                                 |

|  | Mistralazhdarcho maggii      |
|  |                              |
|  | Aerotitan sudamericanus      |
|  |                              |
|  | Arambourgiania philadelphiae |
|  |                              |

|  | Quetzalcoatlus northropi        |
|  |                                 |
|  | Quetzalcoatlus lawsoni          |
|  |                                 |
|  | Quetzalcoatlus sp. (FSAC-OB 14) |
|  |                                 |

|  | Mistralazhdarcho maggii      |
|  |                              |
|  | Aerotitan sudamericanus      |
|  |                              |
|  | Arambourgiania philadelphiae |
|  |                              |

|  | Hatzegopteryx thambema |
|  |                        |
|  | Albadraco tharmisensis |
|  |                        |

|  | Quetzalcoatlus northropi        |
|  |                                 |
|  | Quetzalcoatlus lawsoni          |
|  |                                 |
|  | Quetzalcoatlus sp. (FSAC-OB 14) |
|  |                                 |

|  | Mistralazhdarcho maggii      |
|  |                              |
|  | Aerotitan sudamericanus      |
|  |                              |
|  | Arambourgiania philadelphiae |
|  |                              |

|  | Quetzalcoatlus northropi        |
|  |                                 |
|  | Quetzalcoatlus lawsoni          |
|  |                                 |
|  | Quetzalcoatlus sp. (FSAC-OB 14) |
|  |                                 |

|  | Mistralazhdarcho maggii      |
|  |                              |
|  | Aerotitan sudamericanus      |
|  |                              |
|  | Arambourgiania philadelphiae |
|  |                              |

|  | Hatzegopteryx thambema |
|  |                        |
|  | Albadraco tharmisensis |
|  |                        |

|  | Quetzalcoatlus northropi        |
|  |                                 |
|  | Quetzalcoatlus lawsoni          |
|  |                                 |
|  | Quetzalcoatlus sp. (FSAC-OB 14) |
|  |                                 |

|  | Mistralazhdarcho maggii      |
|  |                              |
|  | Aerotitan sudamericanus      |
|  |                              |
|  | Arambourgiania philadelphiae |
|  |                              |

|  | Quetzalcoatlus northropi        |
|  |                                 |
|  | Quetzalcoatlus lawsoni          |
|  |                                 |
|  | Quetzalcoatlus sp. (FSAC-OB 14) |
|  |                                 |

|  | Mistralazhdarcho maggii      |
|  |                              |
|  | Aerotitan sudamericanus      |
|  |                              |
|  | Arambourgiania philadelphiae |
|  |                              |

|  | Hatzegopteryx thambema |
|  |                        |
|  | Albadraco tharmisensis |
|  |                        |

|  | Quetzalcoatlus northropi        |
|  |                                 |
|  | Quetzalcoatlus lawsoni          |
|  |                                 |
|  | Quetzalcoatlus sp. (FSAC-OB 14) |
|  |                                 |

|  | Mistralazhdarcho maggii      |
|  |                              |
|  | Aerotitan sudamericanus      |
|  |                              |
|  | Arambourgiania philadelphiae |
|  |                              |

|  | Quetzalcoatlus northropi        |
|  |                                 |
|  | Quetzalcoatlus lawsoni          |
|  |                                 |
|  | Quetzalcoatlus sp. (FSAC-OB 14) |
|  |                                 |

|  | Mistralazhdarcho maggii      |
|  |                              |
|  | Aerotitan sudamericanus      |
|  |                              |
|  | Arambourgiania philadelphiae |
|  |                              |

|  | Hatzegopteryx thambema |
|  |                        |
|  | Albadraco tharmisensis |
|  |                        |

|  | Quetzalcoatlus northropi        |
|  |                                 |
|  | Quetzalcoatlus lawsoni          |
|  |                                 |
|  | Quetzalcoatlus sp. (FSAC-OB 14) |
|  |                                 |

|  | Mistralazhdarcho maggii      |
|  |                              |
|  | Aerotitan sudamericanus      |
|  |                              |
|  | Arambourgiania philadelphiae |
|  |                              |

|  | Quetzalcoatlus northropi        |
|  |                                 |
|  | Quetzalcoatlus lawsoni          |
|  |                                 |
|  | Quetzalcoatlus sp. (FSAC-OB 14) |
|  |                                 |

|  | Mistralazhdarcho maggii      |
|  |                              |
|  | Aerotitan sudamericanus      |
|  |                              |
|  | Arambourgiania philadelphiae |
|  |                              |

|  | Hatzegopteryx thambema |
|  |                        |
|  | Albadraco tharmisensis |
|  |                        |

|  | Quetzalcoatlus northropi        |
|  |                                 |
|  | Quetzalcoatlus lawsoni          |
|  |                                 |
|  | Quetzalcoatlus sp. (FSAC-OB 14) |
|  |                                 |

|  | Mistralazhdarcho maggii      |
|  |                              |
|  | Aerotitan sudamericanus      |
|  |                              |
|  | Arambourgiania philadelphiae |
|  |                              |

|  | Quetzalcoatlus northropi        |
|  |                                 |
|  | Quetzalcoatlus lawsoni          |
|  |                                 |
|  | Quetzalcoatlus sp. (FSAC-OB 14) |
|  |                                 |

|  | Mistralazhdarcho maggii      |
|  |                              |
|  | Aerotitan sudamericanus      |
|  |                              |
|  | Arambourgiania philadelphiae |
|  |                              |

|  | Hatzegopteryx thambema |
|  |                        |
|  | Albadraco tharmisensis |
|  |                        |

|  | Quetzalcoatlus northropi        |
|  |                                 |
|  | Quetzalcoatlus lawsoni          |
|  |                                 |
|  | Quetzalcoatlus sp. (FSAC-OB 14) |
|  |                                 |

|  | Mistralazhdarcho maggii      |
|  |                              |
|  | Aerotitan sudamericanus      |
|  |                              |
|  | Arambourgiania philadelphiae |
|  |                              |

|  | Quetzalcoatlus northropi        |
|  |                                 |
|  | Quetzalcoatlus lawsoni          |
|  |                                 |
|  | Quetzalcoatlus sp. (FSAC-OB 14) |
|  |                                 |

|  | Mistralazhdarcho maggii      |
|  |                              |
|  | Aerotitan sudamericanus      |
|  |                              |
|  | Arambourgiania philadelphiae |
|  |                              |

|  | Hatzegopteryx thambema |
|  |                        |
|  | Albadraco tharmisensis |
|  |                        |

|  | Quetzalcoatlus northropi        |
|  |                                 |
|  | Quetzalcoatlus lawsoni          |
|  |                                 |
|  | Quetzalcoatlus sp. (FSAC-OB 14) |
|  |                                 |

|  | Mistralazhdarcho maggii      |
|  |                              |
|  | Aerotitan sudamericanus      |
|  |                              |
|  | Arambourgiania philadelphiae |
|  |                              |

|  | Quetzalcoatlus northropi        |
|  |                                 |
|  | Quetzalcoatlus lawsoni          |
|  |                                 |
|  | Quetzalcoatlus sp. (FSAC-OB 14) |
|  |                                 |

|  | Mistralazhdarcho maggii      |
|  |                              |
|  | Aerotitan sudamericanus      |
|  |                              |
|  | Arambourgiania philadelphiae |
|  |                              |

## Levenswijze
Witton en Naish concludeerden in 2017 dat Hatzegopteryx gezien zijn robuuste bouw in wezen functioneerde als een landroofdier, vermoedelijk een van de grootste van het Hațegeiland. Als apexpredator zou hij niet alleen dieren aangevallen hebben die in één keer konden worden opgeslokt — wat op zich al een uitgebreide categorie moet zijn geweest met een drie meter lange schedel — maar ook grotere prooien met zijn snavel hebben gedood. Was de schedel korter en breder dan verminderde dat de maximale grootte van te verzwelgen dieren maar verbeterde dat de mogelijkheid prooien met een hakkende beweging te doden.

## Paleobiogeografie
Het voorkomen van Hatzegopteryx thambema in het laat Maastrichtien van Transsylvanië bevestigt de grote geografische verspreiding van zeer grote pterosauriërs op het einde van het Krijt.